# Shlomo Karhi
Shlomo Karhi, né le 6 avril 1982 à Ramat Gan, est un universitaire et homme politique israélien. Il est actuellement membre de la Knesset pour le Likoud et occupe le poste de ministre des Communications dans le Gouvernement Netanyahou VI.

## Jeunesse et éducation
Karhi est né à Ramat Gan, aîné de dix-sept frères et sœurs d'une famille religieuse, du rabbin David Karhi, un Sabra né en Israël et d'origine juive tunisienne de Djerba. À l'âge de quatre ans, Shlomo Karhi déménage à Zimrat, un moshav religieux. Il fait ses études aux yeshivas Kisse Rahamim et Mercaz HaRav.
Il sert ensuite dans le bataillon religieux Netzah Yehuda pendant son service national dans les Forces de défense israéliennes (FDI) avant d'obtenir une licence en comptabilité de gestion et en systèmes d'information au Collège de technologie de Jérusalem. Karhi obtient une maîtrise et un doctorat en ingénierie industrielle et en gestion à l'université Ben Gourion du Néguev.
Il commence à travailler comme professeur au Sapir Academic College, avant de devenir membre du corps enseignant de l'université Ben-Gourion, puis de l'université Bar-Ilan.

## Carrière politique
Karhi est placé vingt-cinquième sur la liste du Likoud pour les élections d'avril 2019, une place réservée aux candidats du Néguev. et est élu à la Knesset, le Likoud ayant remporté 36 sièges. Il est réélu aux élections de septembre 2019 et de mars 2020 après avoir été placé vingt-septième sur la liste du Likoud et est réélu à nouveau en 2021 (à la vingt-quatrième place). Lors d'un discours à la Knesset le 10 mai 2021, pendant la crise israélo-palestinienne de 2021, il compare les Arabes israéliens à des « ennemis de l'intérieur ». Il est à nouveau réélu en 2022 (à la treizième place), puis est nommé ministre des Communications.
En mars 2023, Karhi dévoile son plan de réforme du marché des communications. Il annonce la suppression de la Deuxième Autorité et du Conseil du câble et du satellite, déclarant la fin de l'ère de la « réglementation hyperactive ».
Le 2 octobre 2023, Karhi se rend à Riyad, en Arabie saoudite, parmi une délégation de 14 membres pour assister au Congrès extraordinaire de l'Union postale universelle.
Il fait adopter une loi sur la privatisation des médias publics en 2024. Le gouvernement entérine par ailleurs la rupture de tout lien entre l’État et le quotidien Haaretz, disant qu'il ne diffuserait plus ni de messages publics, ni de campagnes de publicité dans le journal. Selon Shlomo Karhi, il s'agit de lutter contre « la propagande mensongère » du journal, qui est très critique de la politique du gouvernement dans la bande de Gaza.